# .az
Pour les articles homonymes, voir AZ.
.az est le domaine de premier niveau national (country code top level domain : ccTLD) réservé à l'Azerbaïdjan.